# Motor Ford Flexifuel
Els Ford Flexifuel és una gamma de motors que poden funcionar amb una mescla de gasolina i etanol. En la passada dècada, Ford Motor Company va vendre més de 2.000.000 de cotxes Flexifuel a nivell mundial

## Mercat brasiler
A Brasil Ford Motor Company fabrica motors que, a diferència del Flexifuel comercialitzat a Europa, poden funcionar amb només alcohol o gasolina o una mescla d'aquests dos, a part d'oferir les prestacions del vehicle quan usa gasolina o alcohol únicament. El motor 1.6 L Flex i el 1.0 L Flex són l'actual gamma de motors que ofereix Ford Motor Company.
Vehicles que equipen aquest motor:
- Ford Fiesta
- Ford Fiesta Sedan
- Ford Ecosport

Ford Motor Company de Brasil va ser el primer a presentar un vehicle amb motor flexible al mercat Brasiler. L'any 2002 va començar la comercialització del Ford Fiesta, on es va presentar aquesta opció mecànica i a partir del 2004 s'inicia la producció d'aquests motors.
En l'actualitat, el Fiesta, Fiesta Sedan i Escape (l'únic SUV flexible al Brasil) representen el 66% de vendes de Ford Motor Company al Brasil.

## Mercat nord-americà

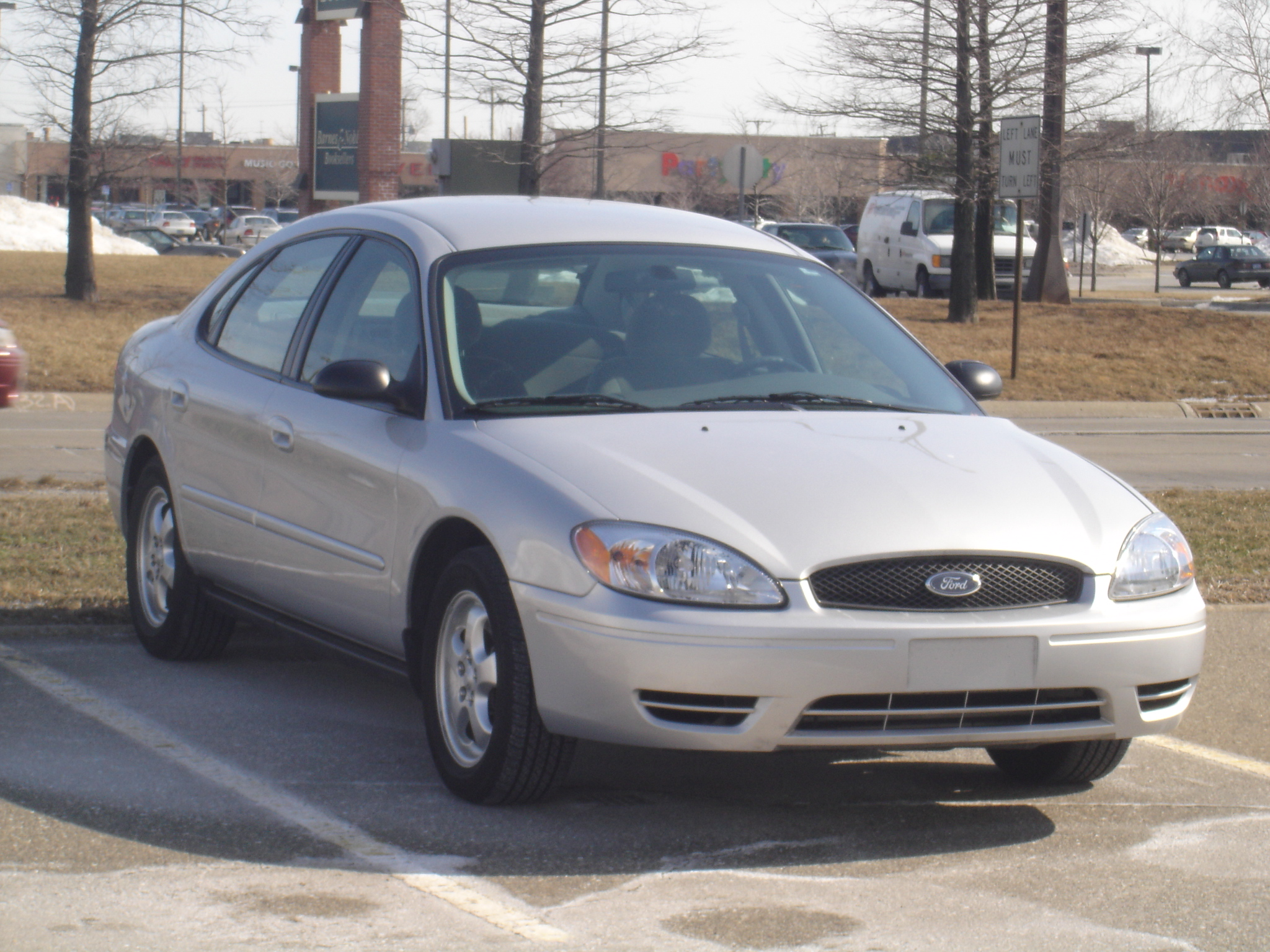
Ford Taurus del 2006

Ford a Nord-amèrica ha venut força vehicles preparats per funcionar amb E85. Aquesta és la llista de vehicles que poden funcionar amb E85. S'aconsella sempre, consultar el nº de bastidor per comprovar si efectivament pot funcionar amb E85:
- 2006-actualitat Ford Crown Victoria amb el motor 4.6 L Modular V8 (excepte unitats de taxi i policia).
- 2006-actualitat Mercury Grand Marquis amb el motor 4.6 L Modular V8.
- 2006-actualitat Lincoln Town Car amb el motor 4.6 L Modular V8.
- 2005-actualitat Ford F-150 amb el motor 5.4 L Modular V8 (a partir de finals de desembre del 2005).
- 1995-2006 Ford Taurus amb el motor 3.0 L SFI Vulcan V6.
- 2001-2005 Mercury Sable amb el motor 3.0 L SFI Vulcan V6 (certs models).
- 2004-2005 Ford Explorer Sport Trac amb un motor 4.0L.
- 2002-2005 Ford Explorer amb un motor 4.0L.
- 2002-2005 Mercury Mountaineer amb un motor 4.0L (certs models).
- 1999-2003 Ford Ranger amb el motor 3.0 L SFI Vulcan V6.
- 1999, 2001-2002 Mazda B3000 amb el motor 3.0 L SFI Vulcan V6.

## Mercat europeu
Durant un temps, Ford Motor Company va vendre l'únic cotxe flexible, el Ford Taurus a Suècia. Posteriorment el Ford Focus va substituir-lo. La importància d'aquests motors en aquest país són importants, ja que representa el 80% de vendes de Ford en aquest mercat. Aquest motor pot funcionar amb gasolina o amb E85.
El motor elegit per Ford Motor Company és el motor 1,8 L Flexifuel.
Vehicles que equipen aquest motor:
- Ford Focus
- Ford Focus CMAX
- Volvo S40 i V50.

El motor s'ofereix (a part de Suècia) Finlàndia, França, Alemanya, Irlanda, Països Baixos, Polònia i Espanya.